# Krokgölen (Simonstorps socken, Östergötland)
Krokgölen är en sjö i Norrköpings kommun i Östergötland och ingår i Kilaån-Motala ströms kustområde.